# Oregoni Polgári Igazságügyi Központ
Az Oregoni Polgári Igazságügyi Központ a Willamette Egyetem Jogi Főiskolájának épülete az Amerikai Egyesült Államok Oregon államának Salem városában. Az 1912-ben Carnegie könyvtárként használt létesítményt 1971 és 2006 között a YWCA használta.
Az egyetem 2003-ban vásárolta meg, felújítása 2007-ben kezdődött.

## Története
Az 1901. október 12-én megalakult Salemi Nőklub első elnöke Theodore Thurston Geer kormányzó felesége volt. Két év múlva a klub Geer lakásán megalapította a Salemi Közkönyvtárt, ami utána a későbbi városháza épületében, a Chemeketa és High utcák sarkán működött. Gyűjteménye ekkor ötven könyvből állt. Miss F. Phillips könyvtáros havi fizetése húsz dollár volt. 1907-ben Andrew Carnegie támogatásával önálló létesítményt akartak építeni.
1909-ben 5500 dollár értékben vételi jogot szerezte a State és Winter utcák sarkán álló telekre, amit később 12 ezer dollárért vettek meg, és Salem városa Carnegie támogatására pályázott. A város tizennégyezer dollárért létesített volna könyvtárat, de a folyamatba a nőklubot nem vonták be. A szervezet visszaszerezte a pénzt, majd 1910 novemberében a könyvtári költségvetés növelésén dolgoztak. Lulu Bush (Asahel Bush újságkiadó menye) lobbitevékenységének köszönhetően Carnegie 27 500 dollárral támogatta a törekvést. A nőklub a telket és a könyvtár vagyontárgyait átadta a városnak.
Az 1912. szeptember 12-én megnyílt könyvtár épülete félkész volt, bútorainak többsége hiányzott. Az elkészült létesítmény padlója keményfából készült, a falakon díszlécek voltak; két szint magasságú ablakokat építettek be és egy kandallót is üzembe helyezek. A harmincezer dollárból épült könyvtár egy év alatt 7700 látogatót fogadott, gyűjteménye 10 500 elemből állt. Az 1920. november 4-ei tűzben a fűtőhelyiség és ötven könyv megrongálódott.
1914-ben a nőklub megalapította a YWCA salemi szervezetét, amely 1954-ben a Cottage utcáról a könyvtárral szemközti házba költözött. Az 1960-as években a könyvtár gyűjteménye százezer könyvből állt, és egy nagyobb épületre volt szükség. 1968-ban egy közszolgálati központot terveztek, ahol a könyvtár mellett a városháza és a tűzoltóság is helyet foglalt volna. 1971-ben a YWCA 150 ezer dollárért megvásárolta a könyvtárat, amely 1972. július 6-án a korábbi épület nyugati oldalán fekvő központba költözött. A régi épületből ifjúsági házat alakítottak ki, 1990–1991-ben pedig átépítették.

### Átalakítás jogi központtá
Az épületet 2003-ban megvásárolta az egyetem; az 1,35 millió dolláros tranzakció részét képezte a YWCA irodaháza is, amit a vásárlást követően három évig használtak még. A YWCA 2006-os kiköltözését követően az eredetileg tervezett kétmillió dollár helyett 4,6 millió dollárból kialakították a jogi központot. 2007 nyarán elkezdődött a rekonstrukció, melynek részeként elbontották a korábbi medencét, és helyén új bejáratot alakítottak ki. Elbontották a félemeletet, valamint új épületgépészeti rendszereket építettek be. A felújítás során megtartották az épület eredeti kinézetét.
A jogi főiskola fennállásának 125. évfordulójának ünnepségével egybekötött átadót 2008. szeptember 12-én tartották Ruth Bader Ginsburg, a Legfelsőbb Bíróság bírójának részvételével. Az épület hasznosításáról M. Lee Pelton rektor döntött.

## Leírás
A Beaux-Arts-stílusú téglaépület északi bejárata a State utcára nyílik. A homlokzaton a „KÖZKÖNYVTÁR” felirat olvasható, felette fém napellenző van. A párkányokat kőből, a tetőt csempéből és fémből alakították ki. Az épületből átjárás nyílik a YWCA irodáiba; a létesítmény szintén az egyetem tulajdonában van. Mindkét épületet Pietro Belluschi tervezte.
A földszinten egy nagy ülésterem található, melynek kivetítőjén külső forrásból (például a Kapitóliumból) származó közvetítéseket is meg lehet jeleníteni. Az eredeti épületben is megtalálható kandalló felett John Fery festményét helyezték el. Az épület üvegfalú irodái egy közösségi teret fognak körbe, ahol a Hallie Ford Művészeti Múzeum gyűjteményébe tartozó műtárgyak vannak kiállítva. Az emeleten egy kisebb tárgyaló is található.

## Képzések
A létesítmény célja, hogy bekapcsolja a jogi képzést a város életébe; több képzésnek is célja a közösség megszólítása. Itt van a Willamette Law Review folyóirat szerkesztősége.

## Fordítás
- Ez a szócikk részben vagy egészben  az   Oregon Civic Justice Center című angol Wikipédia-szócikk ezen változatának fordításán alapul.  Az eredeti cikk szerkesztőit annak laptörténete sorolja fel. Ez a jelzés csupán a megfogalmazás eredetét és a szerzői jogokat jelzi, nem szolgál a cikkben szereplő információk forrásmegjelöléseként.